# サザン・パシフィック
サザン・パシフィック(Southern Pacific)は1983年から1991年にかけて活躍したアメリカ合衆国のカントリー・ロックバンド。代表曲は、クリント・イーストウッドが主演の映画「ピンク・キャデラック」(1989年)のエンディング・テーマである「風にまかせて」(Any Way The Wind Blows)である。

## 略歴
1983年に元ドゥービー・ブラザーズのジョン・マクフィーとキース・ヌードセンが中心となって結成した。ベースにジェリー・シェフ、ボーカルにティム・グッドマン、キーボードにグレン・D・ハーディンらを起用し、1984年に、ワーナー・ブラザース・レコードと契約を結んだ。デビュー・アルバムの『サザン・パシフィック』（Southern Pacific）は翌年の1985年に発売された。しかし、シェフがデビュー後すぐに脱退したため、ベースは2代目のストゥ・クックが担当することとなった。また、ハーディンも脱退したため、2代目キーボーディストをカート・ハウエルが担当することとなった。
新メンバーになってから初のアルバムは、1986年発表の『キルビリー・ヒル』（Killbilly Hill）であった。このアルバムには、ブルース・スプリングスティーンの「ピンク・キャデラック」(映画とは無関係)のカバーが収録されている。このアルバムをもって、グッドマンが脱退し、2代目ボーカルをデヴィッド・ジェンキンスが担当することとなった。
それからまもなく、1988年に『ズーマ』（Zuma）が発売された。メイン曲は「ニュー・ブルー・シェイド」で、ビルボード・カントリー・チャートで2位まで上昇した。ちなみに、このアルバムのハーモニカはすべて、かつてマクフィーが所属していたバンドのクローバー(Clover)にいた、ヒューイ・ルイス&ザ・ニュースのリーダーである、ヒューイ・ルイスが担当している。
そして、ラスト・アルバム『カウンティ・ライン』が1990年に発売された。このアルバムには、映画『ピンク・キャデラック」のサウンド・トラックにも収録されていた「風にまかせて」(Any Way The Wind Blows)、ピーター&ゴードンのヒット曲「アイ・ゴー・トゥ・ピーセス」などが収められていた（ビルボード・カントリー・チャート4位まで上昇）。そして、ラスト・アルバム発表後、1991年に解散した。
解散後、マクフィーとヌードセンは、ドゥービー・ブラザーズに戻った。しかし、2005年のツアー中にヌードセンが56歳で死去し、再結成は事実上困難な状況となった。
2003年に、アメリカのワウンディッド・バード・レコーズ社から、デビューからラストまでの4枚のアルバムをそれぞれ、2つにまとめたアルバムが発売された。

## メンバー
- キース・ヌードセン (1983-91)
- ジョン・マクフィー (1983-91)
- ジェリー・シェフ (1983-6)
- ティム・グッドマン (1983-6)
- グレン・D・ハーディン (1983-6)
- ストゥ・クック (1986-91)
- カート・ハウエル (1986-91)
- デヴィッド・ジェンキンス (1986-89)

## アルバム
- サザン・パシフィック (1985) - #25
- キルビリー・ヒル (1986) - #36
- ズーマ (1988) - #27
- カウンティ・ライン (1990) - #42
- グレイティスト・ヒッツ (1991)